# Straßenbahn Helsinki
Die Straßenbahn Helsinki wird von dem am 1. Februar 2022 gegründeten öffentlichen Verkehrsunternehmen Pääkaupunkiseudun Kaupunkiliikenne (deutsch in etwa Stadtverkehr der Hauptstadtregion) betrieben. Pääkaupunkiseudun Kaupunkiliikenne untersteht nicht mehr dem bisherigen regionalen Verkehrsverbund HSL, der nun umgekehrt als Gesellschaft mit beschränkter Haftung in den neuen städtischen Betrieb Pääkaupunkiseudun Kaupunkiliikenne eingegliedert wurde. Zuvor war die Straßenbahn von Helsingin kaupungin liikennelaitos (HKL), dem Verkehrsbetrieb der Stadt Helsinki, betrieben worden.

## Geschichte

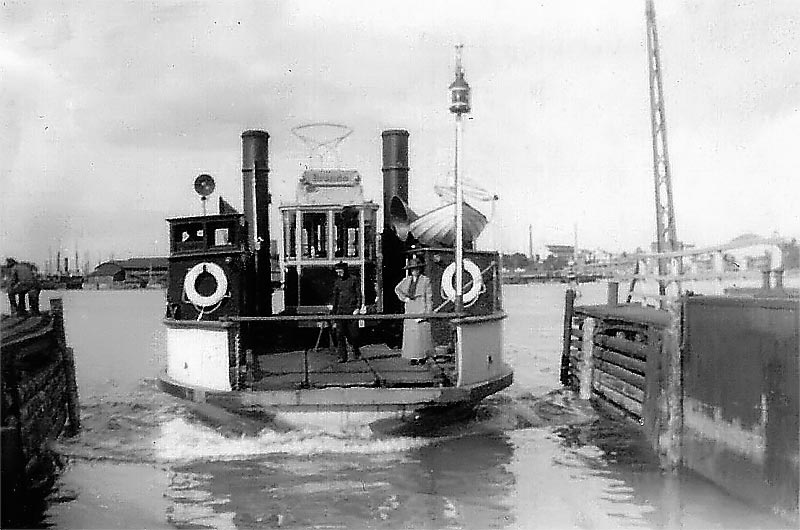
Straßenbahnwagen auf der Fähre nach Kulosaari (vor 1920)

Der Straßenbahnbetrieb in Helsinki begann zunächst als Pferdetrambahn im Jahr 1891. Im Jahr 1900 wurde auf elektrischen Betrieb umgestellt und 1901 der letzte Pferdewagen aus dem Verkehr gezogen. An der Spurweite wurden jedoch keine Änderungen vorgenommen, so dass die Straßenbahn bis heute auf 1000-mm-Schmalspur fährt. In den Jahren nach der Umstellung wurde das Netz weiter ausgebaut und viele Strecken erhielten ein zweites Gleis. Das im Jahr 1930 erreichte Netz wurde dann jedoch über Jahrzehnte nicht weiter ausgebaut, jedoch wurde das bestehende Netz laufend gepflegt und bei Bedarf mit Zusatzgleisen oder neu geführten Abschnitten modernisiert. Seit 1945 war der zuvor private Straßenbetrieb Teil des städtischen Unternehmens Helsingin kaupungin liikennelaitos (HKL). 1951 wurde die Strecke zur Insel Kulosaari aufgrund der baufälligen Holzbrücke stillgelegt. Bis 1919 waren auf dieser 1910 erbauten Strecke die Straßenbahnwagen per Fähre übergesetzt worden.
In den 1960er Jahren wurde im Zuge des Baus der Metro Helsinki eine Einstellung der Straßenbahn diskutiert, letztlich fiel jedoch in den 1970er Jahren der Entschluss, das Netz beizubehalten. Ab Mitte der 1970er Jahre erhielt das Netz erste kleinere Erweiterungen. 1976 kam eine erste kurze Strecke in Pasila zur Ostseite des dortigen Bahnhofs hinzu. 1980 folgte ein neuer Streckenast in Katajanokka zur Erschließung eines neuen Wohngebiets. 1985 erhielt der Bahnhof Pasila auch auf der Westseite Straßenbahnanschluss. Kleinere Verlängerungen folgten 1991 bis Pikku Huopalahti, 1992 zum Fährterminal Katajanokka und 2004 bis Arabianranta im Stadtteil Toukola.
Im Jahr 2023 ging die rund 24 km lange Schnellstraßenbahnlinie 15 in Betrieb, deren Strecke halbkreisförmig tangential um Helsinki herum führt. Von der in Espoo liegenden Metrostation Keilaniemi aus führt die Strecke über Leppävaara, Huopalahti und Oulunkylä bis zur Metrostation Itäkeskus im Stadtteil Vartiokylä im Nordosten von Helsinki. Es besteht keine Gleisverbindung mit dem Stadtnetz von Helsinki. Die Strecke ist jedoch in Meterspur erbaut, Infrastruktur und Fahrzeuge sind kompatibel ausgeführt, so dass langfristig eine Verbindung möglich ist. In Huopalahti sind beide Netze knapp einen Kilometer voneinander entfernt.
Ab Mitte der 2000er Jahre kamen wieder längere Neubaustrecken hinzu, insbesondere zur Erschließung der Hafengebiete. Am 10. August 2008 wurde als nächste Neubaustrecke, der Abschnitt der neuen Linie 9 zwischen der Haltestelle Helsinginkatu und Itä-Pasila, neu eröffnet. Der Streckenausbau fand 2012 seine Fortsetzung. Zum 1. Januar 2012 ging die Verlängerung der Linie 8 in Betrieb. Sie ist knapp einen Kilometer lang und führt in südlicher Richtung von Salmissaari über die Crusellbrücke nach Jätkäsaari. Damit entstanden die drei neuen Haltestellen Länsisatamankatu, Crusellinsilta und die neue Endstelle Saukonpaasi. Ebenfalls 2012 ging der südliche Abschnitt der Linie 9 von Kamppi zum Länsiterminaali T1 in einem neuen Entwicklungsgebiet am früheren Westhafen (Länsisatama) in Betrieb. Fünf Jahre später wurde diese Strecke um eine Station zum Länsiterminaali T2 verlängert. Am gleichen Tag ging die Verbindung zwischen Huutokonttori und Saukonkatu etwas weiter nördlich in Betrieb. Seit 2021 wird das Entwicklungsgebiet Munkkisaari durch eine Verlängerung der Linie 6 bis Eiranranta erschlossen. Zudem erfolgte im gleichen Jahr der Lückenschluss zwischen Saukonkatu und Länsiterminaali T2.
Im Oktober 2022 wurde die Linie 9 von Eesterinportti westlich des Bahnhofs Pasila nach Norden bis zur Haltestelle Ilmalantori verlängert.
Am 12. August 2024 wurde eine etwa vier Kilometer lange tangentiale Neubaustrecke im Nordosten von Pasila über die Metro-Station Kalasatama nach Nihti eröffnet. Sie wird durch die neue Linie 13 bedient.
Im Bau ist derzeit eine neue, rund acht Kilometer lange Straßenbahnstrecke zwischen Hakaniemi und Laajasalo, einem auf einer Insel liegenden Stadtteil im Osten von Helsinki, einschließlich einer Stichstrecke in das neue Wohngebiet Kruunuvuorenranta. Die Strecke weist insgesamt drei längere Brückenbauwerke auf. Alle werden ausschließlich für die Straßenbahn sowie Radfahrer und Fußgänger errichtet. Die erste Brücke wird Merihaka und Nihti verbinden. In Nihti entsteht eine Gleisverbindung mit der dort endenden Strecke der Linie 13. Die zweite Brücke verbindet Nihti mit der Insel Korkeasaari, womit auch der dort liegende Zoo von Helsinki an das Straßenbahnnetz angebunden wird. Längstes Bauwerk ist die rund 1,2 km lange Kruunuvuorensilta (in etwa mit Kronenbergbrücke zu übersetzen), die Korkeasaari mit Laajasalo verbinden wird. Ab November 2025 sind erste Tests auf der gesamten Strecke vorgesehen, die Inbetriebnahme soll Anfang 2027 erfolgen.

## Liniennetz
| Linie | Fahrtweg                               | Fahrzeit | Haltestellen |
| ----- | -------------------------------------- | -------- | ------------ |
| 1     | Eira – Käpylä                          | 40 min   | 31           |
| 2     | Olympiaterminaali – Pasila             | 30 min   | 27           |
| 3     | Olympiaterminaali – Pikku Huopalahti   | 40 min   | 31           |
| 4     | Katajanokka – Munkkiniemi              | 32 min   | 29           |
| 5     | Katajanokka (terminal) – Hauptbahnhof  | 10 min   | 09           |
| 6     | Eiranranta – Arabia                    | 29 min   | 24           |
| 7     | Länsiterminaali – Krankenhaus Meilahti | 38 min   | 31           |
| 8     | Jätkäsaari – Arabia                    | 28 min   | 23           |
| 9     | Länsiterminaali – Ilmala               | 44 min   | 28           |
| 10    | Kirurgi – Pikku Huopalahti             | 22 min   | 14           |
| 13    | Länsi-Pasila – Nihti                   | 21 min   | 14           |

Durch Neubauabschnitte (u. a. zum Länsiterminaali T2 sowie einer Neubaustrecke längs der Valimerenkatu für die Linie 8) wurden auch Linienwege neu geordnet. Bis zum 14. August 2017 galt folgendes Netz mit 12 Straßenbahnlinien, die insgesamt etwas weniger Passagiere hatten als die Metro Helsinki:
- 1 Kauppatori – Käpylä (nicht in der HVZ)
- 1A Eira – Kauppatori – Käpylä (nur in der HVZ)
- 2 Kaivopuisto (von Linie 3) – Kauppatori – Kampin keskus – Töölö – Eläintarha (weiter als Linie 3)
- 3 Kaivopuisto (von Linie 2) – Eira – Kallio – Eläintarha (weiter als Linie 2)
- 4 Katajanokka – Munkkiniemi
- 5 Katajanokan terminaali – Rautatieasema[13]
- 6 Hietalahti – Arabia
- 7A Senaatintori – Töölö – Pasila – Senaatintori (Ringlinie, Gegenrichtung zur Linie 7B)
- 7B Senaatintori – Pasila – Töölö – Senaatintori (Ringlinie, Gegenrichtung zur Linie 7A)
- 8 Jätkäsaari – Salmisaari – Töölö – Arabia
- 9 Länsiterminaali – Itä-Pasila
- 10 Kirurgi – Pikku-Huopalahti

Weitere Neubaustrecken sind im Bau (u. a. die beiden großen Verlängerungen nach Espoo), stehen kurz vor Baubeginn (Strecke nach Kartano) oder sind in einem fortgeschrittenen Projektstadium (Neubaustrecken südwestlich der Innenstadt).
Die Schnellstraßenbahnlinie 15 (Raide-Jokeri) führt halbringförmig durch Helsinki und Espoo. Sie weist keine Gleisverbindung mit dem bestehenden Netz auf, wurde aber mit denselben Normen errichtet. Eine ähnliche Tangentiallinie im Nordosten ist in Planung. Die rund 20 Kilometer lange Strecke würde von Mellunmäki zum Flughafen führen.

## Technik und Infrastruktur
Die Straßenbahn ist eine Straßenbahn im klassischen Sinn. Große Teile der Strecken sind straßenbündig trassiert, zum Teil auch auf einem eigenen Gleiskörper neben der Straße oder in ihrer Mitte. Die Spurweite beträgt 1000 Millimeter (Meterspur). Die Stromversorgung mit 600 Volt Gleichstrom erfolgt über eine Oberleitung.
Die Straßenbahn hat eigene Lichtzeichenanlagen, die statt Farben Symbole anzeigen: Ein senkrechter Pfeil steht für „Freie Fahrt“, ein Strich für „Achtung“ und der Buchstabe S für „Stop/Halt“. Teilweise besteht eine Telematik-Vorrangschaltung gegenüber dem Individualverkehr.
Sämtliche Straßenbahnstrecken sind für den Einrichtungsbetrieb ausgelegt; d. h., sie besitzen eine Wendeschleife oder ein Wendedreieck am Streckenende. Es gibt allerdings zwei Endhaltestellen, an denen keine Wendeschleife benötigt wird, da die Fahrzeuge einer Linie auf die einer anderen übergehen. Dies sind Länsiterminaali T2 und Olympiaterminaali.

## Fahrzeuge
Im Fuhrpark der HKL befinden sich etwa 130 Schienenfahrzeuge für den Linienverkehr.

### Hochflurwagen

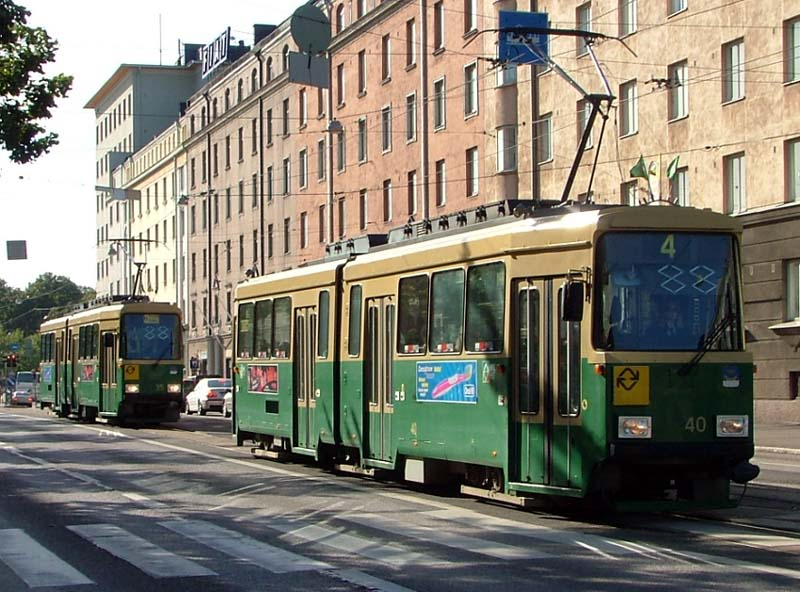
Hochflurzug Typ Nr I

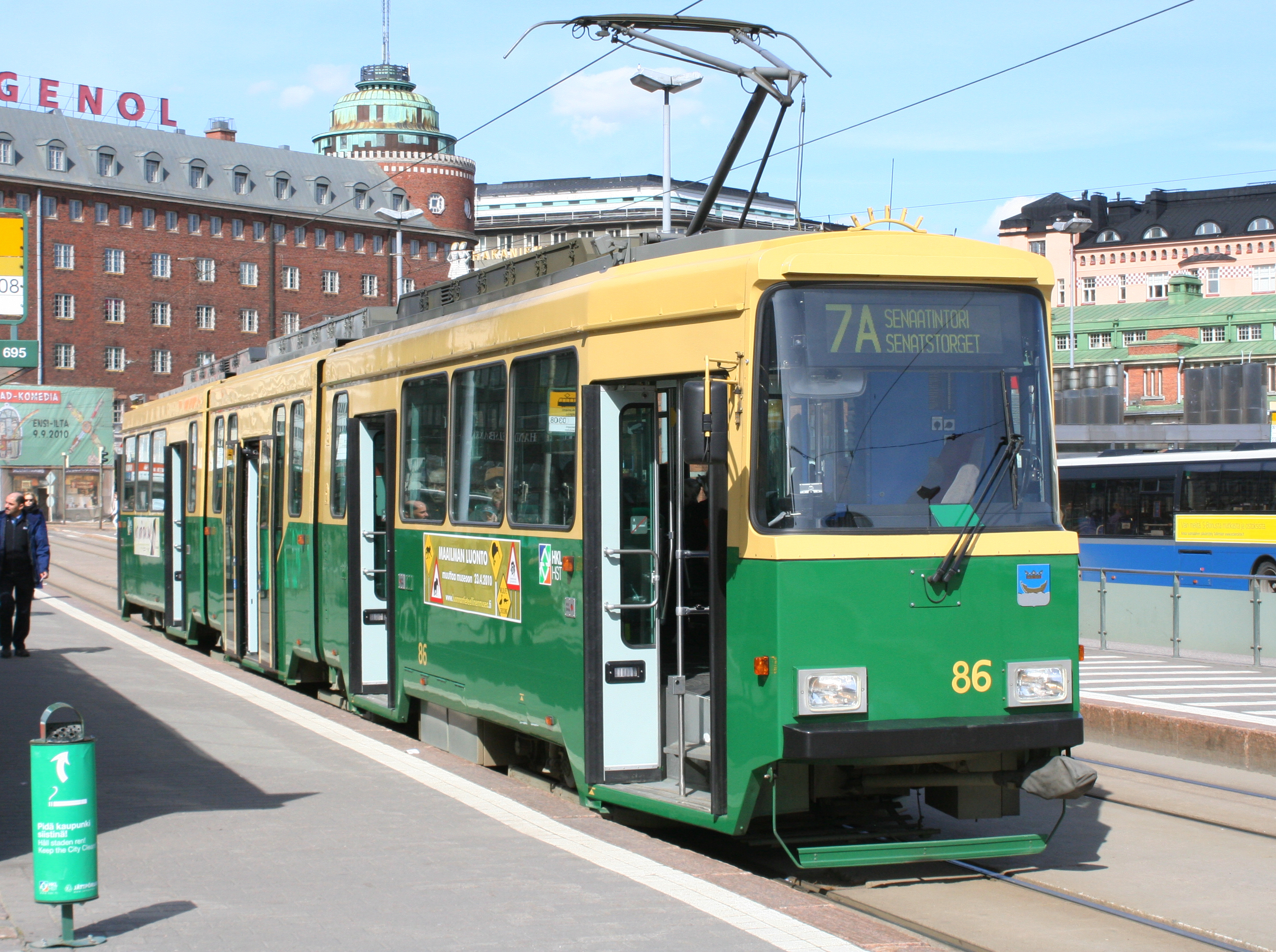
Hochflurzug Typ Nr II / MLNRV mit nachträglich eingebautem niederflurigen Mittelteil

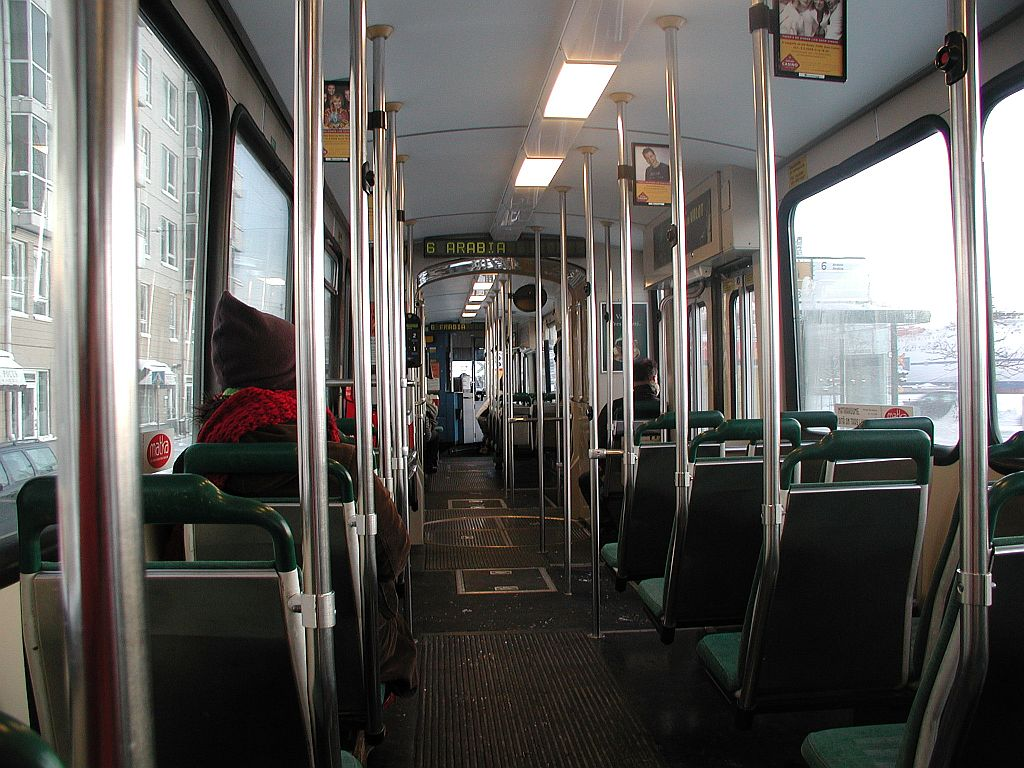
Innenraum eines Helsinkier Valmet-Straßenbahnwagens

Der Großteil der im Einsatz befindlichen Züge stammt noch aus den 1970er und 1980er Jahren. Sie wurden in Finnland von Valmet gebaut. Zahlreiche Komponenten wie Drehgestelle, Achsgetriebe und Falttüren entsprechen den Standardwagen der Firma Düwag.
Im Inneren sind sie mit gepolsterten Schalensitzen und optischen Haltestellenanzeigen ausgestattet, akustische Haltestellenansagen fehlen jedoch. Insgesamt ist der Innenraum in verschiedenen Grün- und Blautönen gestaltet.
Da sich die Variobahnen nicht bewährt haben und verschrottet werden sollen, sofern sie nicht verkauft werden können, sollen die vorhandenen VALMET-Fahrzeuge erneut für eine weitere längere Einsatzdauer ertüchtigt werden.

#### Nr I / MNLRV 1
Mit 40 Fahrzeugen stellten die 20 Meter langen sechsachsigen zweiteiligen Gelenkwagen des zwischen 1973 und 1975 gebauten Typs Nr I (Wagennummern 31–70) fast die Hälfte des Hochflur-Wagenparks. Bei diesen Wagen handelt es sich um die weltweit ersten serienmäßigen Straßenbahnfahrzeuge mit Gleichstrom-Choppersteuerung. Abweichend vom übrigen Wagenpark Helsinkis wurden sie in orange/grauer Farbgebung abgeliefert, diese wurde zwischen 1986 und 1995 durch das traditionelle Creme/Grün ersetzt. Äußerlich unterscheiden sie sich vom Nachfolgetyp Nr II durch die runden Rückleuchten. Im Laufe der Jahre wurden an den Wagen die ursprünglichen Schaffnerplätze ausgebaut und in zwei Modernisierungsprogrammen überwiegend technische Neuerungen durchgeführt. Bei vielen Wagen wurden die Liniennummernbänder durch elektronische LCD-Anzeigen mit Liniennummer und Fahrziel ersetzt, bei allen Wagen wurden Haltestellen-Innenanzeigen nachgerüstet und die Sitze im Fahrgastraum erneuert. Als Nachfolger der abgestellten ex-Mannheimer Fahrzeuge wurden die Wagen 33, 42, 46 und 64 zu Reklamewagen; sie werden etwa halbjährlich wechselnd mit Ganzreklamen beklebt.
Die komplette Außerdienststellung des Typs I war für die Jahre ab 2014, nach der Inbetriebnahme der Transtech-Niederflurwagen beabsichtigt.
Entgegen diesen ursprünglichen Plänen wurde im Januar 2012 der Auftrag für die Modernisierung und Ausrüstung von zehn Fahrzeugen mit Niederflur-Mittelteilen an die deutsche Firma VIS in Halberstadt erteilt. Gleichzeitig wurden zwei Optionen für die Ausrüstung von jeweils weiteren fünf Fahrzeugen vereinbart. Zum Umbau wurden die Wagen 34, 37, 38, 49, 50, 60, 61, 62, 63 und 68 ausgewählt; die Optionen für weitere Umbauten wurden nicht wahrgenommen. Die umgebauten Wagen bekamen die Bezeichnung MNLRV 1, äußerlich auffällig sind die Zielanzeigern aus weißen LEDs. Zunächst kamen sie unter ihren alten Nummern zum Einsatz. Ende 2013 wurden sie umnummeriert in die Nummerngruppe 113–122.
Mit der Serienlieferung der Gelenk-Niederflurwagen wurden die nicht zu Achtachsern verlängerten Wagen des Typs I bis Ende 2017 außer Betrieb genommen und teilweise außerhalb des Straßenbahnnetzes, im Depot der Metro Helsinki, geschützt abgestellt. Im Februar 2018 waren noch die Wagen 40, 41 und 59 für Fahrschuleinsätze und innerbetriebliche Zwecke betriebsfähig.

#### Nr II / MLNRV 2
Der in den Jahren 1983 bis 1987 in 42 Exemplaren gebaute sechsachsige Nachfolgetyp Nr II (Wagennummern 71–112) unterscheidet sich optisch nur unwesentlich von seinen Vorgängern. Die Wagen waren von Beginn an für schaffnerlosen Betrieb vorgesehen und wurden, entsprechend dem technischen Fortschritt, mit einer moderneren Fahrzeugsteuerung ausgerüstet. Auffälligste Unterschiede zum Typ Nr I sind die leiseren Betriebsgeräusche der Elektronik, der längere Dachcontainer auf dem hinteren Wagenteil und die eckigen Rückleuchten. Bis zur Wagennummer 103 wurden sie ebenfalls in der Farbgebung Hellgrau/Orange geliefert. Die letzten neun Fahrzeuge kamen schon ab Werk im traditionellen Grün/Beige, die übrigen Wagen wurden zwischen 1986 und 1995 ebenso umlackiert. Auch diese Wagen wurden in zwei Programmen laufend modernisiert: es wurden  LCD-Ziel-Außenanzeigen eingebaut (ursprünglich nur Rollbänder mit Liniennummern), Haltestellenanzeigen im Fahrgastraum angebracht und die Sitze verändert.
Als erster wurde der Wagen Nr. 80 im Jahr 2006 versuchsweise mit einem niederflurigen Mittelteil zu einem Achtachser verlängert, wie dies etwa auch in Tallinn, Duisburg, Mannheim oder Zürich getan wurde. Auf Grund der guten Erfahrungen und der anvisierten langen Nutzungsdauer wurden ab 2008 alle Fahrzeuge des Typs Nr II entsprechend umgebaut. Die umgebauten Wagen sind nun 26,5 Meter lang und tragen die neue Typbezeichnung MLNRV 2. Das Umbauprogramm dieser Serie fand im Oktober 2011 mit dem Wagen Nr. 95 seinen Abschluss. Beim Umbau haben die Fahrzeuge ihre ursprünglichen Wagennummern behalten.

### Niederflurwagen

#### Variobahn

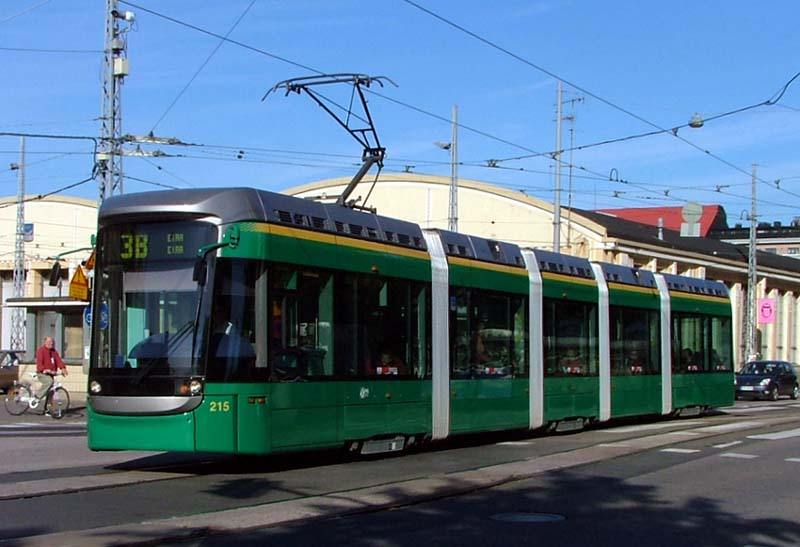
Einer der seit 1999 eingesetzten Variobahn-Wagen

Zwischen 1998 und 2003 wurden in zwei Serien insgesamt 40 neue, 5-teilige Niederflur-Gelenkwagen des Typs Variobahn vom Hersteller Adtranz angeschafft (Wagennummern 201–240). Sie ersetzten die seit 1959 fahrenden Wagen der Baureihe 59, von der der letzte 2003 verschwand.
Ihr Innenraum ist vornehmlich in Lichtgrau gehalten, die Sitze sind härter als die der Valmet-Wagen und mit orangem Stoff bezogen. Im Mittelteil befinden sich zwei kleine Tische, auf denen täglich die aktuelle Gratiszeitung metro zu finden ist.
Die Variobahn-Wagen für Helsinki wurden – erstmals bei Straßenbahnwagen – mit einer Fußbodenheizung ausgerüstet. Die persönlichen Einstellungen für Fahrersitz und Außenspiegel werden auf einer Chipkarte gespeichert und stellen sich beim Personalwechsel automatisch ein.
Nach kurzer Einsatzdauer stellte sich heraus, dass die Fahrzeuge den klimatischen Verhältnissen in Finnland nicht gewachsen waren. Wegen technischer Probleme mussten sie immer wieder aus dem Verkehr gezogen werden. Dies führte zu langen Verhandlungen mit der Firma Bombardier, die die Firma Adtranz mittlerweile aufgekauft hatten. Seit 2007 werden alle Variobahn-Wagen durch Bombardier gewartet; ausgenommen sind Unfallreparaturen. Der geschlossene Vertrag lief zehn Jahre und sah außerdem vor, dass beim Unterschreiten einer Verfügbarkeitsquote von 35 Fahrzeugen für die Dauer von mindestens drei Monaten die komplette Serie an Bombardier zurückgegeben werden kann. Durch den Hersteller wurden umfangreiche Nachbesserungen vorgenommen. Die Verfügbarkeit der Variobahnen hat sich durch diese Maßnahme deutlich erhöht, der Wartungsaufwand ist jedoch weiterhin sehr hoch.
Ende August 2017 gaben die HKL bekannt, dass man mit Bombardier einen Vergleich geschlossen habe, gemäß dem der Kauf der Variobahnen nach dem Auslaufen des Wartungsvertrages zum Jahresbeginn 2018 rückabgewickelt würde. Es sei ausführlich diskutiert worden, ob die Fahrzeuge den anspruchsvollen Anforderungen in Helsinki überhaupt genügen könnten. Sicher sei, dass sie in anderen Städten Mitteleuropas noch ein langes und erfolgreiches Leben haben könnten. Schon einige Wochen zuvor waren die Wagen 234 und 237 nach Ludwigshafen gebracht worden, um zu prüfen, ob sie sich für einen vorübergehenden leihweisen Einsatz im Netz der Rhein-Neckar-Verkehr GmbH anpassen lassen. Neben dem seit 2014 unfallbeschädigt abgestellten Wagen 209 wurden ab September 2017 inzwischen auch die Wagen 219 und 228 abgestellt (Stand Februar 2018). Im Sommer 2018 wurde die Linie 1 noch teilweise mit Variobahnen betrieben.

#### Artic / MLNRV 3 X34

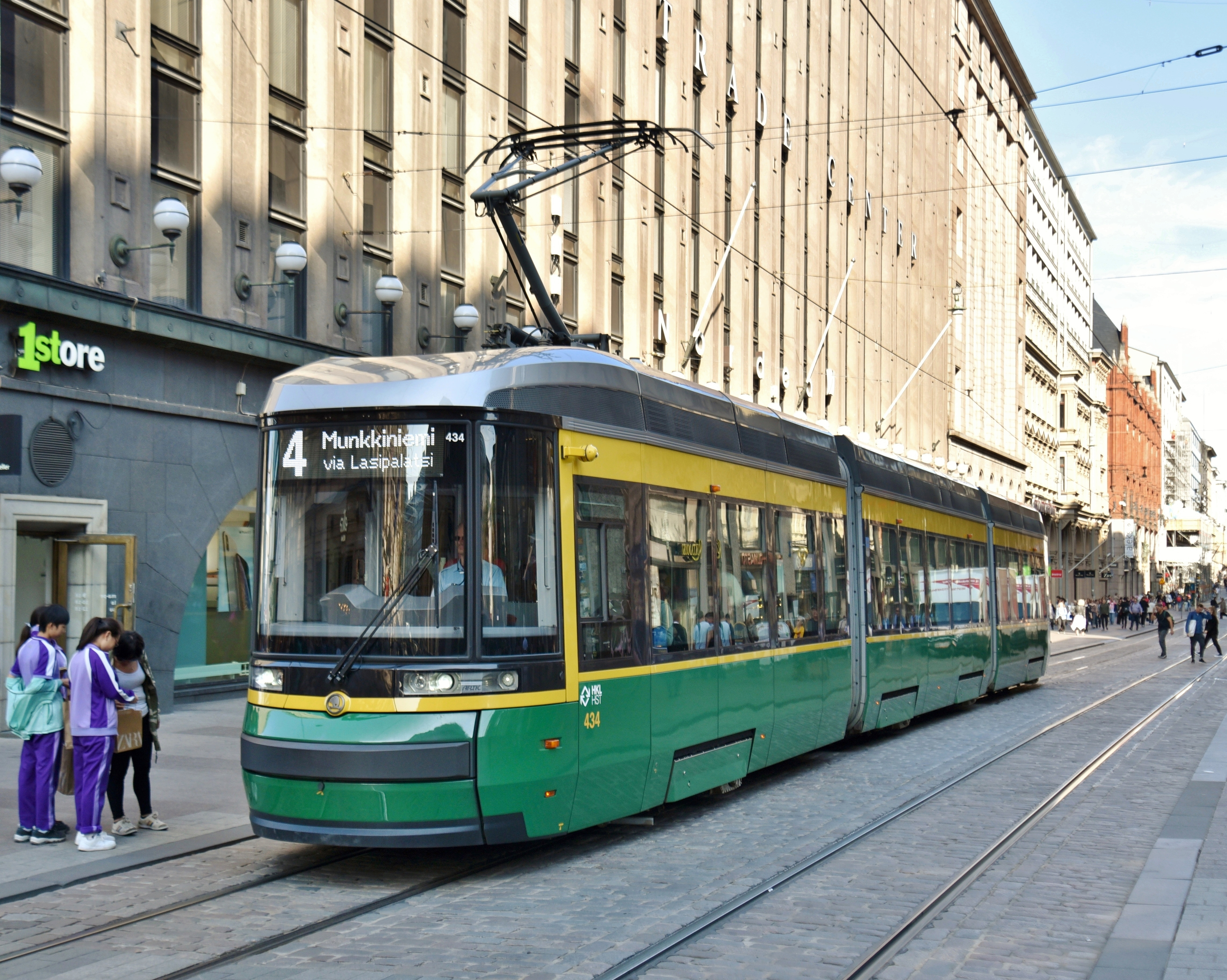
Artic X34 in der Aleksanterinkatu

Am 25. März 2011 gab die HKL das Ergebnis einer Ausschreibung über vierzig neue Niederflur-Gelenkwagen („Artic“) in Drehgestelltechnik bekannt. Die Fahrzeuge im Auftragswert von 113 Millionen Euro sollten von der finnischen Firma Transtech hergestellt und geliefert werden. Zunächst wurden ab 2013 zwei Prototypen hergestellt und im Regelbetrieb, auch im Winter, erprobt. Die Serienlieferung von weiteren 38 Wagen begann im Januar 2016 und soll zur Ablösung der Hochflurwagen vom Typ Nr. I führen. Weiterhin wurde eine Option auf 90 zusätzliche Wagen vereinbart. Eine Designstudie der Fahrzeuge wurde im Juni 2012 auf der Messe „HiDesign“ in Helsinki ausgestellt.
Die Prototypen 401 und 402 wurden ab 2013 umfangreichen Tests unter verschiedenen klimatischen Bedingungen und auf allen Linien in Helsinki unterzogen. Schon während der Fahrerschulung wurde an einzelnen Tagen einer der Wagen im regulären Linieneinsatz dem Urteil der Fahrgäste ausgesetzt, begleitet von einer großen Kampagne in den Medien und den sozialen Netzwerken.
Nach der Übernahme von Transtech durch Škoda Transportation begann im Januar 2016 die Serienlieferung der übrigen 38 Fahrzeuge. Die Fahrzeuge der Serie weichen nur in geringfügigen Details von den Prototypen ab, am auffälligsten ist die Veränderung der Drehgestellblenden. Im Oktober 2016 waren die Wagen 401–412 ausgeliefert. Ab Wagen 411 tragen sie das Škoda-Firmenzeichen auf Front und Heck.
Der Innenraum der Fahrzeuge ist hell gestaltet, die Sitzflächen und Kopfstützen der Fahrgastsitze sind mit rotem Veloursleder bezogen. In die grauen Rückenlehnen der Sitze wurde ein stilisierter Straßenbahn-Liniennetzplan eingewebt. Die meisten Sitze sind auf Podesten angebracht, der Fahrzeugboden ist im Übrigen aber stufenlos, mit leichten Schrägen über den Drehgestellen. Bei der ersten Doppeltür ist eine Klapprampe für Rollstühle angebracht. Der Fahrgastraum ist klimatisiert und mit Fußbodenheizung ausgestattet, durch LEDs beleuchtet und mit Haltestellenanzeigen und Bildschirmen für das in Helsinki verwendete kombinierte Info- und Werbesystem ausgerüstet. Die Außenanzeigen erfolgen ebenfalls durch weiße LEDs. Statt Außenspiegeln verfügen die Wagen über Kameras, auch die Einstiege werden durch mehrere Kameras überwacht.
Die Fahrzeuge gelten als ausgesprochen wartungsfreundlich und weisen im Netz von Helsinki, auch auf schlechtem Gleis, angenehme Fahreigenschaften auf. Wesentlichen Anteil an der Zuverlässigkeit hat auch der von Voith gelieferte Antriebsstrang der neben dem Traktionsstromrichter auch die Fahrmotoren, Getriebe etc. sowie die Fahrzeugsteuerung beinhaltet.
Aus der vereinbarten Option wurde die Bestellung im Dezember 2016 um zwanzig und im Juni 2018 um weitere zehn Fahrzeuge erhöht, sodass mittlerweile insgesamt 70 Fahrzeuge bestellt sind. Im Juli 2018 waren 50 Wagen im Einsatz.
Zur Unterscheidung gegenüber den 2016 bestellten X54 werden die Fahrzeuge auch als X34 bezeichnet.

#### Škoda ForCity Smart Artic X54

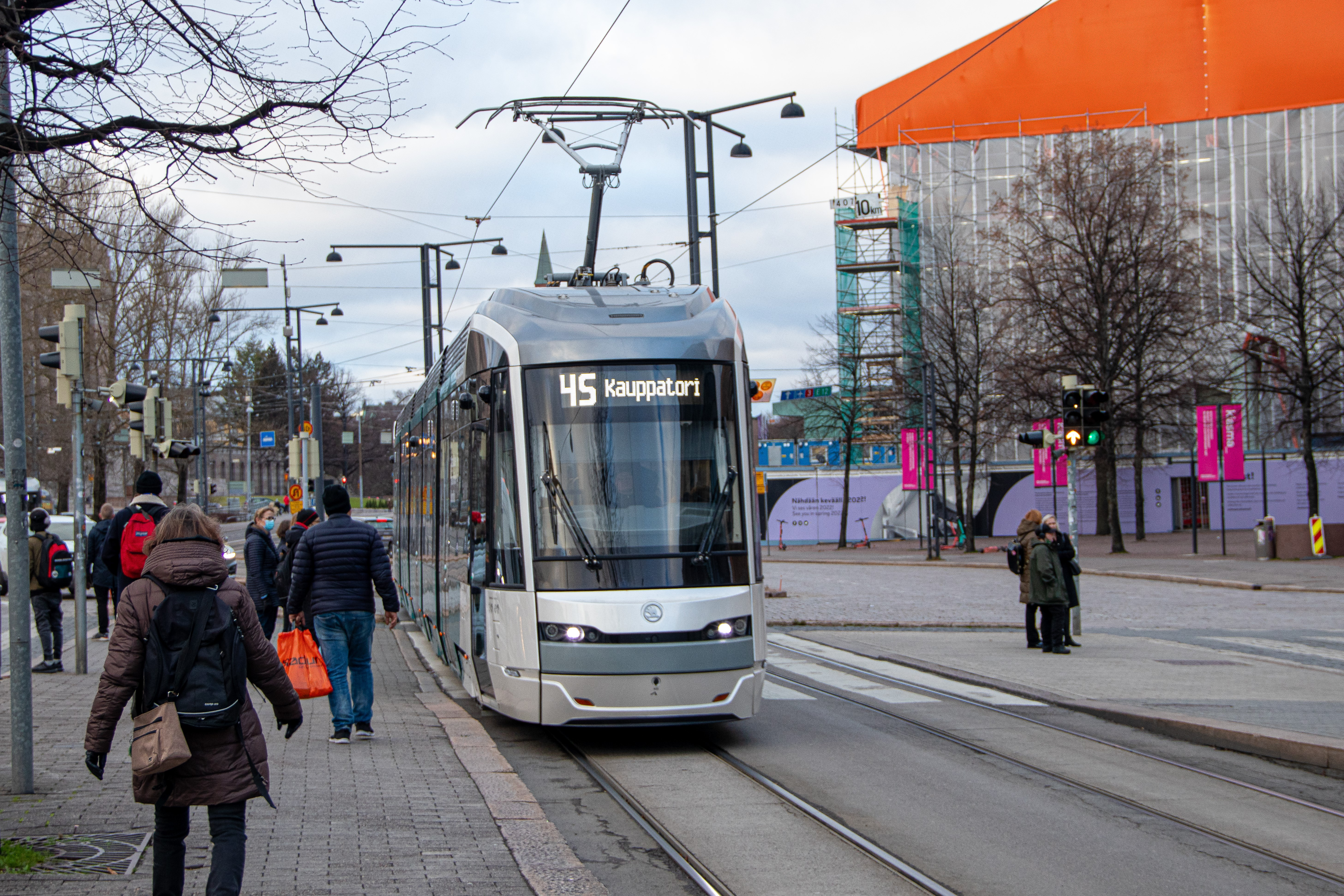
Artic X54 in der Innenstadt

Im Dezember 2016 wurden im Rahmen einer 2011 vereinbarten Option 29 Fahrzeuge für die 2023 eröffnete Schnellstraßenbahnlinie 15 (Raide-Jokeri) bestellt, welche isoliert vom restlichen Straßenbahnnetz betrieben wird.
Zudem wurde auch eine Option für 23 zusätzliche Fahrzeuge für das bestehende Streckennetz vereinbart. Um Streckenverlängerungen des bestehenden Netzes über die neuen Kruunusillat-Brücken im Osten der Stadt abzudecken, wurde die Option am 4. Februar 2021 eingelöst. Insgesamt sind nun 52 Fahrzeuge bestellt.
Die von Škoda gelieferten Fahrzeuge des Typs X54 basieren technisch auf den seit 2013 eingesetzten Artic-Straßenbahnen des Typs X34. Sie sind allerdings 35 Meter lange Zweirichtungsfahrzeuge und als fünfteilige Multigelenkwagen ausgelegt. Wie bei den ForCity Plus besitzen jeweils zwei Segmente auf beiden Seiten Radsätze. Die X54 können auf sieben Segmente verlängert werden und verfügen über eine türkis-weiße Farbgebung.
Ab 2020 wurden die Fahrzeuge für die Linie 15 ausgeliefert und zunächst ab dem 8. November 2021 auf dem Bestandnetz eingesetzt, bevor sie auf der Linie 15 benötigt wurden. Das erste Fahrzeug für die Netzerweiterung über die Kruunusillat-Brücken wurde im März 2025 ausgeliefert.

### Gebrauchtkäufe
Von 2004 bis 2007 kaufte die HKL zehn verschiedene Wagen gebraucht aus Mannheim und Ludwigshafen am Rhein (siehe in den einzelnen Unterabschnitten). Alle Wagen wurden technisch überholt und mit einem neuen Armaturenbrett ausgerüstet. Radio im Führerstand und eine Scheibenwaschanlage wurden nachgerüstet. Die ursprünglich nur halbhohe Tür zum Fahrerstand wurde durch ein Oberteil erweitert. Die Betätigungsrichtung der per Kurbel handbetätigten Fahrschalter wurde entsprechend der in Helsinki üblichen Weise geändert (Fahren in Helsinki im Uhrzeigersinn, Bremsen entgegen dem Uhrzeigersinn – in Mannheim und Ludwigshafen war dies umgekehrt). Zwischen 2008 und 2009 wurden die Fahrschalter mit einer Servosteuerung ausgerüstet, die die Bedienung für die Fahrer stark vereinfacht. Die Kurbel ist seitdem nicht mehr aufgesteckt und dient nur noch bei Störungsfällen als Notfahrmöglichkeit.
Die Zukäufe waren nach der deutlich verbesserten Verfügbarkeit der Variobahn-Wagen nur noch sporadisch im Einsatz. Meist verkehrten montags bis freitags ein oder zwei Wagen zu den Spitzenzeiten im Linienverkehr. Bis Dezember 2014 wurden sie, mit Ausnahme der Charterwagen 150 und 166, außer Betrieb genommen und entweder abgegeben oder verschrottet.
Die Bauarten im Einzelnen:

#### Wagen Nr. 150
Im Jahr 2004 erwarb die HKL den Düwag-Achtachser Nr. 150 von den Verkehrsbetrieben Ludwigshafen am Rhein. Dieser diente zur Erprobung, ob die konstruktiv ähnlichen, eigenen Fahrzeuge ohne Verstärkung der Antriebe zu Achtachsern erweitert werden konnten und den Ansprüchen im städtischen Netz genügen würden. Der Wagen wurde bis Juli 2005 im Liniendienst eingesetzt und anschließend als Betriebsreserve verwendet. Seit Mitte 2006 dient er als Partywagen. Dazu wurden goldene Zierstreifen abgebracht und der Wagen im Innern mit Vorhängen, stoffgepolsterten Sitzen, Teppichen, einer Musikanlage und einer Theke am ehemaligen Kinderwagenplatz ausgestattet. Der Wagen ist in Helsinki der einzige Achtachser mit hochflurigem und türlosem Mittelteil.

#### „Typ Mannheim“ Wagen 151 bis 154
Im Frühjahr 2005 kaufte die HKL die vier ausrangierten Düwag-Sechsachser 453, 456, 457 und 455 vom Typ Mannheim aus der namensgebenden Stadt und reihte sie in den eigenen Wagenpark in dieser Reihenfolge als Wagen 151 bis 154 ein. Der Ankauf diente dazu, um die Ausfälle durch die Reparaturzeiten bei den Variobahn-Wagen auszugleichen – insbesondere im Hinblick auf die Leichtathletik-Weltmeisterschaften 2005. Später wurde noch der Wagen 451 als Ersatzspender gekauft. Er war schon in Mannheim zur Teilegewinnung verwendet worden und wurde nach Ausbau der nötigen Ersatzteile im Jahr 2008 verschrottet.
Die vier Gelenkwagen haben in Helsinki nie die traditionelle Farbgebung grün/creme getragen, sondern wurden von Anfang an mit etwa halbjährlich bis jährlich wechselnden Ganzreklamen beklebt. Im Gegensatz zu den einheimischen Straßenbahnwagen, auf denen Reklame nur sehr sparsam angebracht wird, waren sie sehr auffällige Erscheinungen im Straßenbild.
Die Fahrzeuge 151 und 152 wurden im Juni 2012 außer Betrieb genommen, die Wagen 153 und 154 im September und Oktober 2013. Wagen 154 kam im Dezember 2013 nach Mannheim zurück, um durch die Interessengemeinschaft Nahverkehr Rhein-Neckar e. V. als historisches Fahrzeug erhalten zu werden. Die drei übrigen Wagen wurden im Jahr 2013 verschrottet.

#### Wagen 161 bis 166
Aufgrund der anhaltenden Schwierigkeiten mit den Variobahn-Wagen kaufte man ab 2007 außerdem die sechs Mannheimer Umbau-Achtachser mit Niederflur-Mittelteil Nr. 517, 519, 523, 503, 507 und 510 und reihte sie in dieser Reihenfolge unter den Nummern 161 bis 166 in den Wagenpark ein. Diese Wagen wurden zwischen 1962 und 1964 als Sechsachser gebaut und 1991 und 1992 zu Achtachsern verlängert. Damit waren sie mit Abstand die ältesten Linienfahrzeuge im Wagenpark der HKL. Vor dem ersten Einsatz in Finnland wurde jeder Wagen einer ausführlichen Grundüberholung unterzogen, so dass die letzten Wagen eigentlich erst nach der „Variobahn-Krise“ in Betrieb gingen.
Der umfangreichste Umbau wurde am Wagen 166 (ex 510) ausgeführt. Er wurde im Innenraum mit neuen, schräg ausgerichteten Sitzen im Heckteil, kleinen Sitzgruppen im Vorderteil, einer farblich veränderbaren LED-Innenbeleuchtung und Monitoren an der Decke völlig umgestaltet. Der Wagenkasten wurde außen mit einer Metallfolie beklebt, die je nach Sonneneinstrahlung und Blickrichtung in unterschiedlichen Farben schimmert, vor dem Stromabnehmer wurde eine beleuchtete Skulptur auf dem Dach montiert. Als „Kulturtram“ war der Wagen ab September 2010 zu bestimmten Zeiten auf jeweils festgelegten Strecken unterwegs. Während der Fahrt wurden auf einer kleinen Bühne im Niederflur-Mittelteil Musik, Kleinkunst oder andere künstlerische Darbietungen aufgeführt. Die Einsätze als Kulturtram endeten am 21. Dezember 2012, danach konnte die Bahn als Charterwagen individuell gemietet werden. Solche Einsätze blieben aber selten.
Der Einsatz der ex-Mannheimer Niederflur-Achtachser gestaltete sich sehr unterschiedlich. Nur kurz währte der Plandienst der reklamefreien Fahrzeuge: die Wagen 161, 163 und 165 waren ab 2009 nur 14, 15 bzw. 9 Monate im regulären Linieneinsatz. Mit Wagen 161 wurden ab 2010 für kurze Zeit Stadtrundfahrten durchgeführt, ehe er ab ca. 2011 als Ersatzteilspender verwendet wurde. Wagen 163 wurde sporadisch für gemietete Fahrten und für Fahrschuldienste verwendet, Wagen 165 blieb ab der Jahresmitte 2011 abgestellt, offiziell als Reserve, jedoch ohne weitere Einsätze. Die Wagen 162 und 164 wurden, wie die Wagen des Typs Mannheim, mit wechselnden Ganzreklamen versehen und deshalb bis 2014 regelmäßig eingesetzt.
Mit dem Ende des Umbauprogramms der Valmet-Wagen und der Anschaffung der Artic-Niederflur-Gelenkwagen wurden auch die beiden Reklamewagen verzichtbar. Einen Käufer für vier Wagen fand man bei der Straßenbahn Łódź in Polen, wo bereits sechs gleichartige Wagen aus Mannheim im Einsatz standen. Im Mai 2014 wurden die jahrelang abgestellten Wagen 163 und 165 nach Łódź abgegeben; ihnen folgten die Reklamewagen 162 und 164 im Januar 2015. Wagen 161 wurde in Helsinki verschrottet. Im März 2018 wurde auch der letzte in Helsinki verbliebene Mannheimer Gebrauchtwagen, die Kulturtram 166, nach Łódź verkauft.